# 발더스 게이트: 테일즈 오브 더 소드 코스트
《발더스 게이트: 테일즈 오브 더 소드 코스트》는 바이오웨어가 개발하고 블랙 아일 스튜디오스가 배급한 롤플레잉 비디오 게임 《발더스 게이트 (1998)》의 확장팩이다. 《발더스 게이트》에서 플레이어가 탐험할 수 있는 먼지의 섬 '소드 코스트'를 소개하는 확장팩으로, 4개의 대형 퀘스트들, 4개의 신규 지역, 그 외 게임플레이 변경사항이 있다.
《테일즈 오브 더 소드 코스트》는 2003년까지 판매량이 60만 장이었다. 2012년 출시된 리메이크 《발더스 게이트: 인핸스드 에디션》에 본편과 함께 수록됐다.

## 반응

### 평론
《발더스 게이트: 테일즈 오브 더 소드 코스트》는 리뷰 애그리게이터 웹사이트 게임랭킹스에서 85%를 기록했다.

### 흥행
《테일즈 오브 더 소드 코스트》는 PC 데이터의 컴퓨터 게임 판매순위에서 5월 2일부터 8일까지 1위를 차지했다.

## 참조

### 내용주
1. ↑  영어: Baldur's Gate: Tales of the Sword Coast